# Sakaleona (rivier)
De Sakaleona is een rivier die stroomt door de regio's Amoron'i Mania en Vatovavy-Fitovinany in het oosten van Madagaskar. Ze baant zich een weg door het Centraal Hoogland en mondt uit in de Indische Oceaan in de buurt van Nosy Varika.